# Echipament electronic de testare

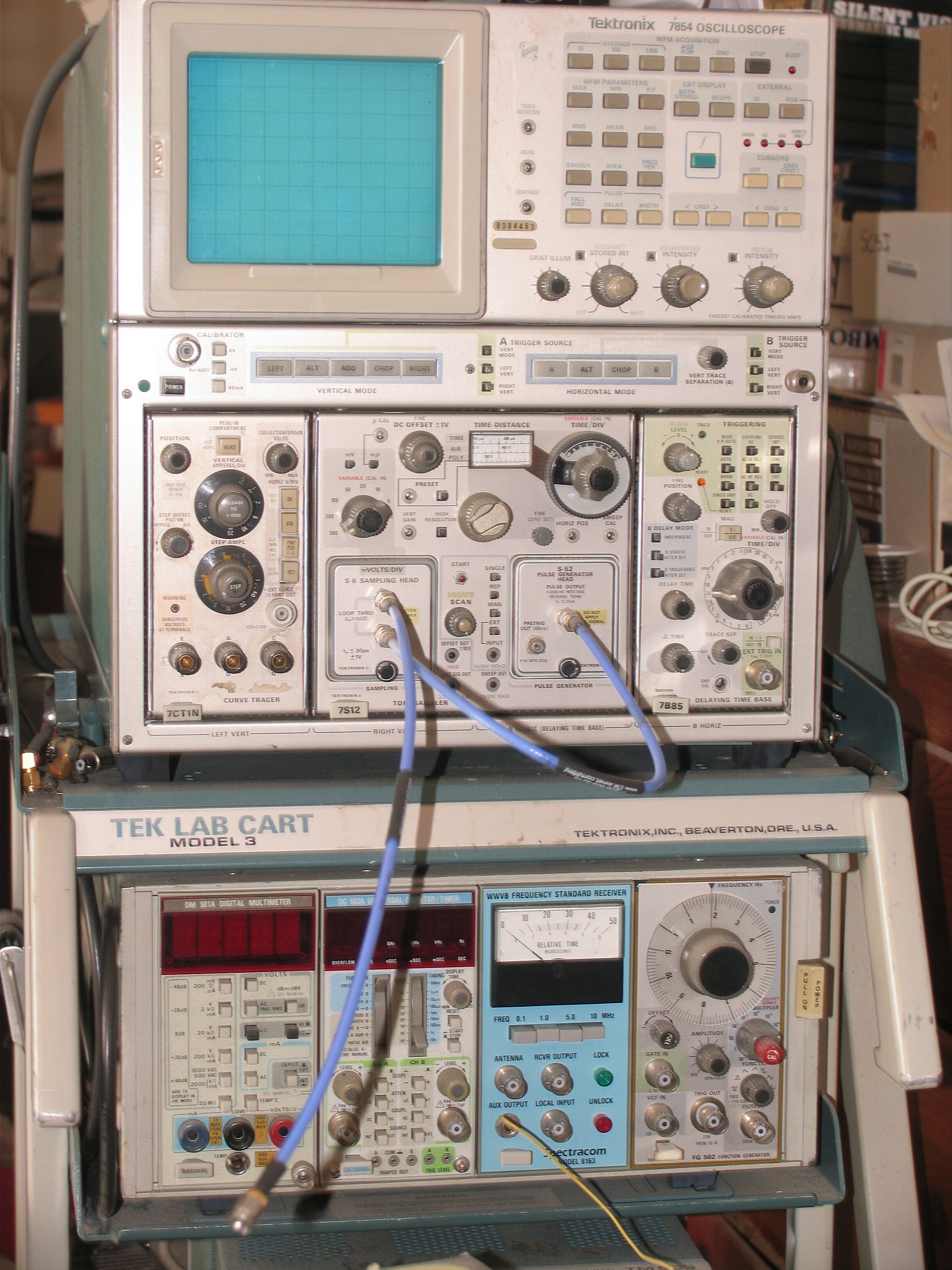
7854 osciloscop cu modulele pentru și. Modulul de jos are un voltmetru digital, un, un receptor vechi pe frecven'[ standard tip cu comparator de fază și.

Echipamentele electronice de testare sunt folosite pentru a crea semnale și a captura răspunsuri de la dispozitivele electronice aflate în testare⁠(d) (DUTs). În acest fel, poate fi dovedită buna funcționare a DUT sau pot fi urmărite defectele. Utilizarea echipamentelor electronice de testare este esențială pentru orice lucrare serioasă în sistemele electronice.
Ingineria electronică practică și de asamblare necesită utilizarea diferitelor tipuri de echipamente electronice de testare, variind de la foarte simple și ieftine (cum ar fi un detector de tensiune constând doar dintr-un bec si un terminal de test), la extrem de complexe și sofisticate, cum ar fi echipamentele de testare automată⁠(d) (ATE). ATE adesea includ multe dintre aceste instrumente sub forme reale sau simulate.
În general, echipamente mult mai avansate de testare sunt necesare atunci când se dezvoltă circuite și sisteme, decât sunt necesare atunci când se face testarea de producție sau atunci când se face depanarea⁠(d) unităților de producție.

## Tipuri de echipamente de testare

### Echipament de bază

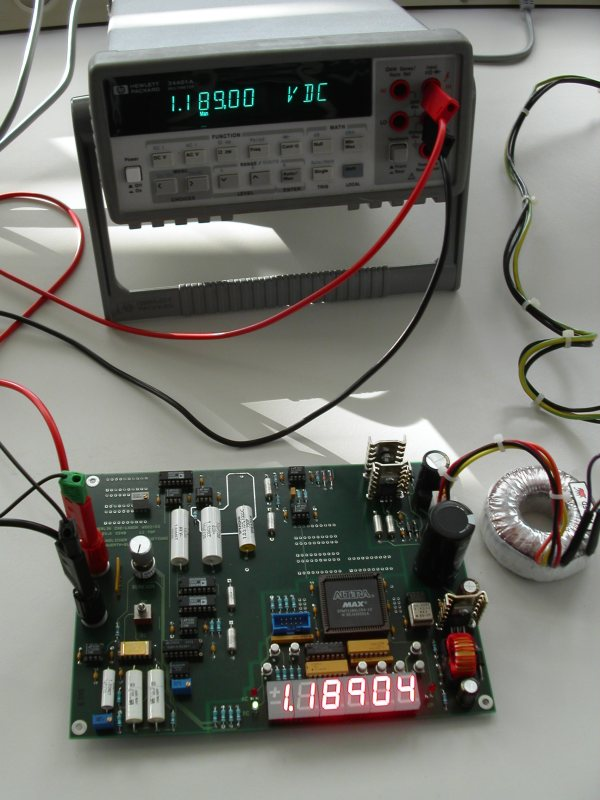
Agilent - voltmetru digital comercial verificând un prototip

Următoarele elemente sunt utilizate pentru măsurătorile de bază ale tensiunii, curenților și a componentelor în circuitul testat.
- Voltmetru (Măsoară tensiunea)
- Ohmmetru (Măsoară rezistența electrică)
- Ampermetru, de exemplu Galvanometru sau Milliampermetru (Măsoară curentul electric)
- Multimetru, de exemplu, VOM (Volt-Ohm-Milliampermetru) sau DMM (Multimetru Digital) (Măsoară toate cele de mai sus)
- LCR metru⁠(d) - măsoară inductanța (L), capacitatea (C) și rezistența (R) (măsoară valorile LCR)

Următoarele sunt folosite pentru stimularea circuitului testat:
- Surse de alimentare
- Generator de semnal⁠(d)
- Generator de modele digitale
- Generator de impulsuri⁠(d)

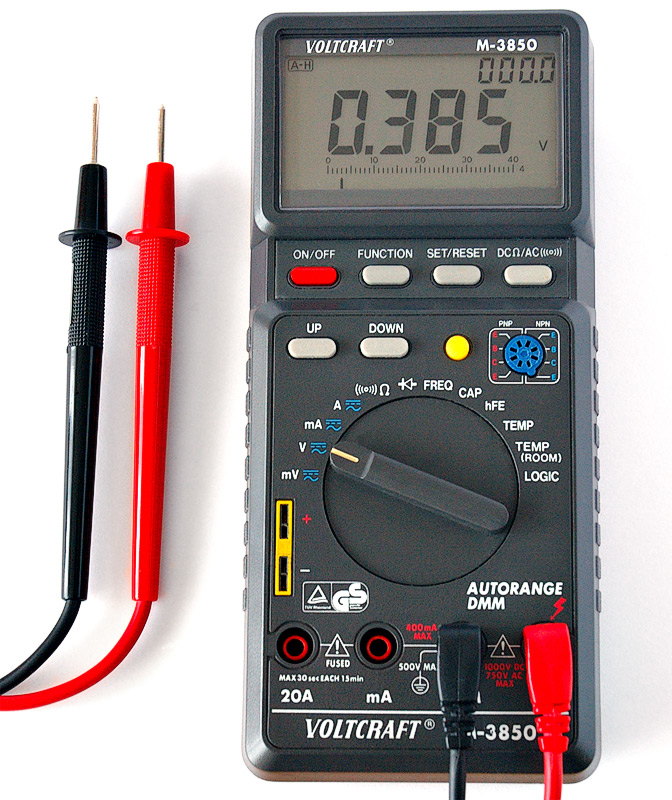
Multimetru digital Howard piA

Următoarele analizează răspunsul circuitului testat:
- Osciloscop (Afișează variația tensiunii de-a lungul timpului)
- Frecvențmetru (Măsoară frecvența)

Și elementele comune tuturor:
- Sonde de test⁠(d)

### Echipamente avansate sau mai puțin utilizate
Măsurătoare
- Voltmetru cu solenoid (Wiggy)
- Clampmetru⁠(d) (Traductor de curent)
- Punte Wheatstone (Măsurare precisă a rezistenței)
- Capacimetru⁠(d) (Măsurarea capacității)
- LCRmetru⁠(d) (Măsurarea inductanței, capacității, rezistenței și combinații ale acestora)
- EMFmetru⁠(d) (Măsurarea Câmpurilor Electrice și Magnetice)
- Electrometrul (Măsurarea tensiunii, chiar și celor mici, prin efectul de sarcină electrică)

#### Sonde
- Sonda RF⁠(d)
- Urmărirea semnalului⁠(d)

#### Analizoare
- Analizor Logic⁠(d) (Testarea circuitelor digitale)
- Analizor de spectru⁠(d) (SA) (Măsurarea spectrală a energiei semnalelor)
- Analizor de Protocol⁠(d) (Testarea funcționalității, a performanței și conformității protocoalelor)
- Analizor vectorial de semnal⁠(d) (VSA) (Asemănător SA dar se pot efectua de asemenea, mult mai multe funcții utile de demodulare digitală)
- Reflectometru în domeniul timp⁠(d) (Pentru testarea integrității cablurilor lungi)
- Trasatoare de semnal pentru semiconductoare⁠(d)

#### Generatoare de semnal
- Generatoarele de semnal⁠(d), de obicei se disting prin gama de frecvențe (de exemplu, audio sau frecvențe radio) sau prin formele de undă (de exemplu, sinusoidale, pătrate, în dinte de fierăstrău, în rampă, modulate, ...)
- Sintetizatoare de frecvență⁠(d)
- Generator de funcții⁠(d)
- Generator de modele digitale⁠(d)
- Generator de impulsuri⁠(d)
- Injector de semnal

### Dispozitive diverse
- Integrator de semnale⁠(d)
- Tester de continuitate⁠(d)
- Tester de cabluri electrice⁠(d)
- Tester de înaltă tensiune⁠(d)
- Analizor de rețea⁠(d) (utilizat pentru a caracteriza o rețea electrică de componente)
- Detector de tensiune
- Tester de tranzistoare⁠(d)
- Tester de tuburi electronice⁠(d)

## Legături externe
- LXI Consorțiu
- NIST e 1588 Standard
- ICS Electronice.[nefuncțională]
 "GPIB 101A Tutorial Despre GPIB Autobuz."[nefuncțională]
, Accesat La 29 decembrie 2009.
- De testare și Măsurare Glosar Arhivat în 27 mai 2011, la Wayback Machine.
- Cum verificăm dispozitivele electronice?